# Koalicja Sił Socjalistycznych
Koalicja Sił Socjalistycznych (arab. تحالف القوى الاشتراكية, CSF) – lewicowa koalicja pięciu opozycyjnych partii politycznych założona w maju 2011 roku, po upadku reżimu Husniego Mubaraka w Egipcie. W maju 2011 roku koalicja liczyła pięć tysięcy członków.

## Partie członkowskie[3]
- Egipska Partia Komunistyczna
- Ludowy Socjalistyczny Sojusz Egiptu
- Rewolucyjni Socjaliści
- Socjalistyczna Partia Egiptu
- Robotnicza Partia Demokratyczna